# Fishamble Street

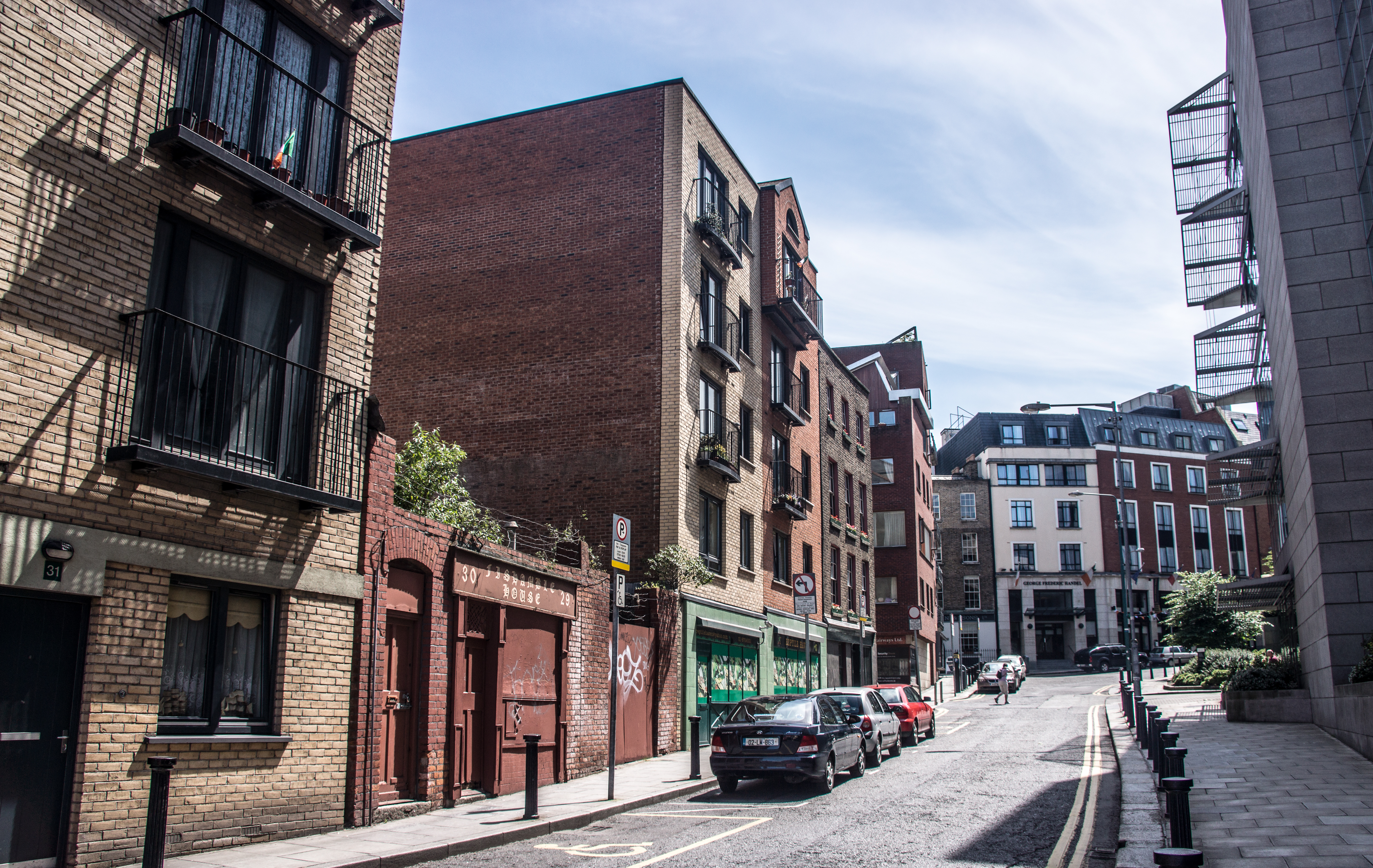
Fishamble Street, Blick nach Süden

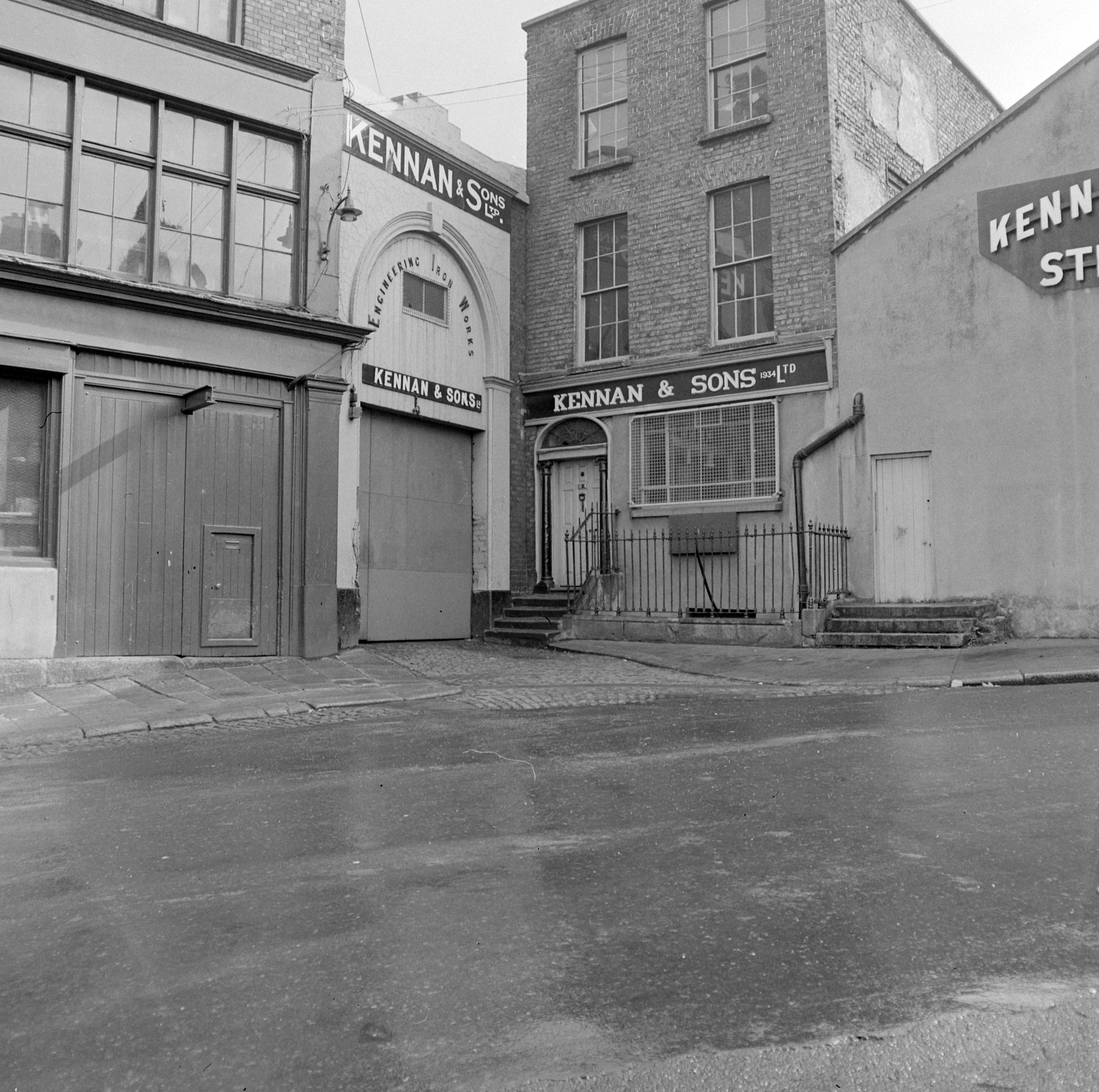
Fishamble Street im Jahr 1967, mit dem Torbogen, der einst zur Neal’s Music Hall führte

Fishamble Street (irisch Sráid Sheamlas an Éisc) ist eine schmale Straße von 180 m Länge in der Altstadt der irischen Hauptstadt Dublin. Sie markiert das westliche Ende des Temple-Bar-Bezirks.
Die Straße mündet mit wahrnehmbarem Gefälle nördlich auf den Wood Quay, welcher entlang des Liffey führt und auch dem Gebiet seinen Namen gab. An diesem Kreuzungspunkt befand sich im zwischen dem 13. und dem 16. Jahrhundert ein quadratischer Turm mit dem Namen Fyan’s Castle, benannt nach einer einflussreichen Familie, welche 1472 und 1479 u. a. den Bürgermeister Dublins stellte (John Fyan). Ab 1604 wurde es durch einen Besitzerwechsel Proudfoot Castle genannt. Dort befand sich am Ufer des Liffey auch eine Anlandestelle für den Fischfang („Fish Slip“).
Am südlichen Ende der Straße befindet sich die Christ Church Cathedral aus dem 13. Jahrhundert.

## Name
Im 14. Jahrhundert wurde die Straße schlicht Fish Street (latinisiert: Vicus Piscariorum) genannt. Der anglo-irische Gelehrte Richard Stanyhurst (1547–1618) benannte sie 1577 als St John’s Street. Einige Ausgaben der 1610 verfassten Kartenwerks des Historikers John Speed verzeichneten die Gasse schon als Fish Shambles.
Der Straßenzug war, bis zum Umzug vieler Märkte auf die Nordseite des Flusses zum Ende des 17. Jahrhunderts, bekannt als offizieller Fischmarkt Dublins. Der Name stammt aus dem Vulgärlatein und bedeutet „kleine Bank“ oder „Rinne“ und deutet auf damals übliche Markttätigkeiten, vornehmlich bei den Schlachtern, hin. Es wurde ein Begriff auch für Märkte außerhalb Dublins, etwa den Shambles von New York.
Als der Fischmarkt verlegt war, entstand hier 1689 das General Post Office (verlegt von der High Street) und existierte hier 20 Jahre, bevor es 1709 in die Sycamore Alley umzog. Bis zu seinem Abriss in den 1880er Jahren stand in der Straße auch die Kirche von St. John the Evangelist.
Der Dichter James Clarence Mangan wurde 1803 in der Fishamble Street geboren.

## Unterhaltungsbetriebe

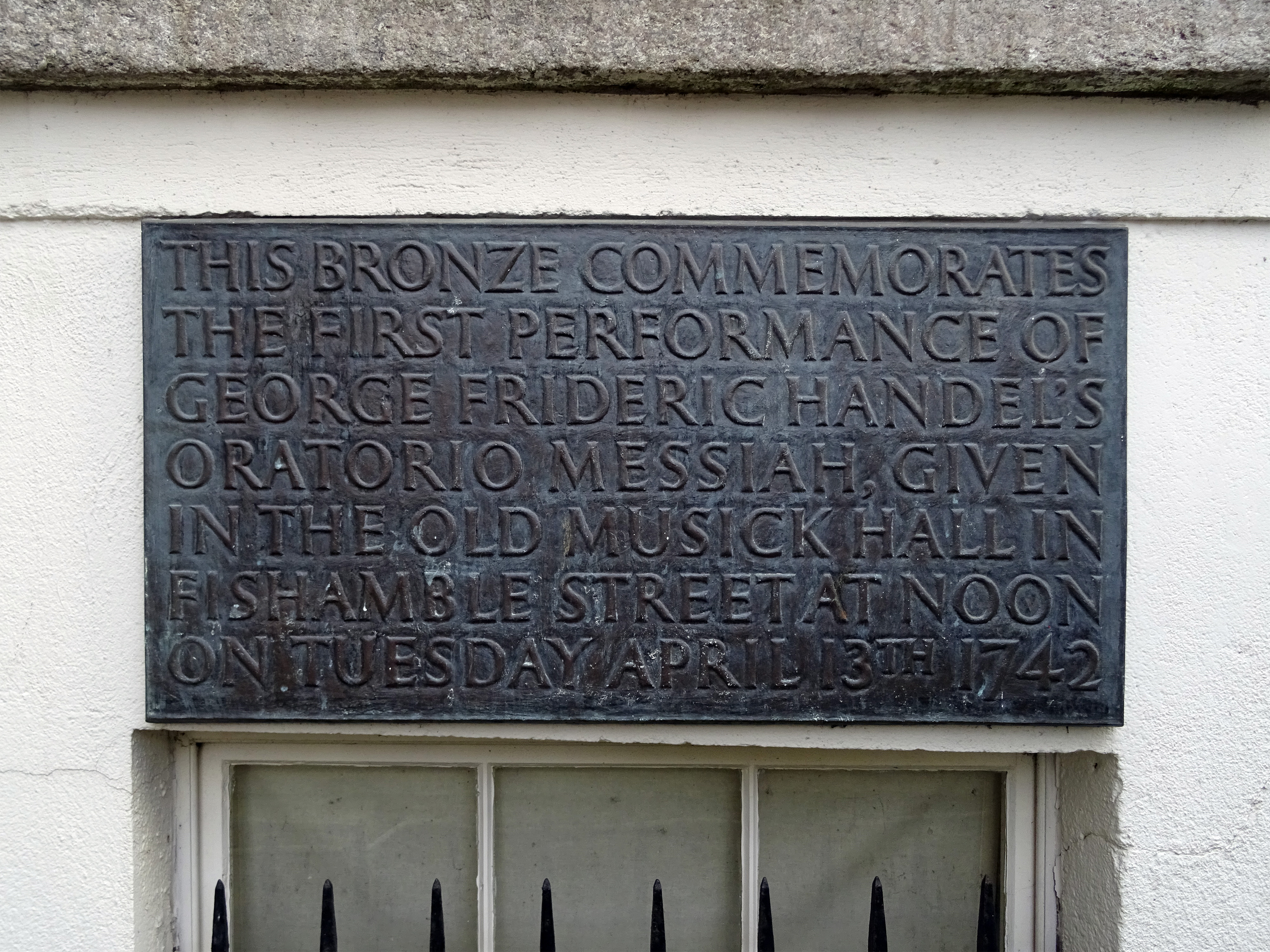
Eine Blue Plaque erinnert hier an Georg Friedrich Händels Uraufführung des Messiah

Im 18. Jahrhundert gab es in der Straße ein, in ganz Dublin bekanntes und beliebtes, Wirtshaus (Tavern[e]) mit dem Namen Bull’s Head, welches bei den verschiedenen Handelsvereinigungen und Handwerkergilden gerne für Jahresfeiern und Gesellschaftsabende genommen wurde. Auch Freimaurer nutzten dieses Lokal für ihre Zusammenkünfte. Es gab die The Bull’s Head Musical Society welche hier ein Musiktheater (Music Hall) errichten ließ und es 1741 eröffnete.
Am 13. April 1742 wurde vor diesem Etablissement, namens Neal’s New Musick Hall, unter freiem Himmel das Oratorium Messiah von Georg Friedrich Händel uraufgeführt. Es wurden an jedem Tage 700 Zuschauer gezählt. Aus der anliegenden Christ Church erhielt Händel musikalische Unterstützung. In späteren Jahren nannten sich Pubs und Hotels in dieser und benachbarten Straßen nach dem großen Komponisten.
Danach wurde das Theater vom Impresario  Frederick Edward Jones übernommen, der es am 6. März 1793 mit The Beggar’s Opera eröffnete. Das Gebäude ist heute abgegangen, nur ein Torbogen zeigt heute die Stelle an, wo es zum Eingang ging.
Heute wird jedes Jahr am 13. April, im Andenken an Händels Uraufführung, ein öffentliches Chorkonzert in der Fishamble Street abgehalten.
Benachbart findet sich das älteste Theater Dublins, welches aber mehrfach abgerissen und zweckumgewidmet (u. a. als Kirche) wurde, bis es 2012 als Smock Alley Theater wieder seine Türen öffnete.
Die Stadtverwaltung (Dublin City Council) am Wood Quay grenzt an die Fishamble Street.
Koordinaten: 53° 20′ 40,1″ N, 6° 16′ 11,3″ W